# Elecciones provinciales de Corrientes de 1997
Las elecciones generales de la provincia de Corrientes de 1997 se realizaron el 5 de octubre para elegir gobernador, vicegobernador, 13 diputados y 4 senadores provinciales.
A 15 días de la elección, el 19 de septiembre, el candidato a gobernador del Partido Nuevo e intendente de Corrientes, Rubén Darío Casco, murió en un accidente automovilístico al chocar de frente en una ruta de ripio contra otro vehículo. El candidato original a vicegobernador, Pedro Braillard Poccard, pasó a encabezar la fórmula del Partido Nuevo.
En la primera vuelta de las elecciones Braillard Poccard, obtuvo una amplia pluralidad con el 48% de los votos. En segundo lugar quedó Carlos Tomasella del Pacto Autonomista - Liberal con 19%.
Debido a que ningún candidato obtuvo mayoría absoluta en primera vuelta, se programó entonces una segunda vuelta electoral entre Braillard Poccard y Tomasella el 26 de octubre. Braillard Poccard ganó con una mayoría aplastante con 70% de los votos, convirtiéndose en el candidato más votado en la historia de Corrientes hasta la actualidad, aunque no pudo terminar su mandato ya que fue destituido por juicio político en 1999.

## Resultados

### Gobernador y vicegobernador
| Fórmula                       | Fórmula                             | Partido/Alianza       | Partido/Alianza                 | 1ª vuelta | 1ª vuelta | 2ª vuelta | 2ª vuelta |
| Gobernador                    | Vicegobernador                      | Partido/Alianza       | Partido/Alianza                 | Votos     | %         | Votos     | %         |
| ----------------------------- | ----------------------------------- | --------------------- | ------------------------------- | --------- | --------- | --------- | --------- |
| Pedro Braillard Poccard       | Víctor Hugo Maidana                 |                       | Frente Partido Nuevo            | 205.779   | 48,49     | 252.017   | 70,34     |
| Carlos Lorenzo Tomasella Cima | María Isabel Brisco de Romero Feris |                       | Pacto Autonomista - Liberal     | 83.463    | 19,67     | 106.290   | 29,66     |
| Tomás Rubén Pruyas            | Daniel Ávalos                       |                       | Partido Justicialista           | 77.338    | 18,23     |           |           |
| Diego Brest                   | Humberto Barros                     |                       | Frente de Todos                 | 56.307    | 13,27     |           |           |
| Sergio Tomasella              |                                     |                       | Frente Pueblo Unido (PCA - CPL) | 1.464     | 0,34      |           |           |
| Votos positivos               | Votos positivos                     | Votos positivos       | Votos positivos                 | 424.351   | 98,17     | 358.307   | 90,36     |
| Votos en blanco               | Votos en blanco                     | Votos en blanco       | Votos en blanco                 | 5.758     | 1,33      | 35.388    | 8,92      |
| Votos nulos                   | Votos nulos                         | Votos nulos           | Votos nulos                     | 2.147     | 0,50      | 2.855     | 0,72      |
| Participación                 | Participación                       | Participación         | Participación                   | 432.256   | 77,36     | 396.550   | 70,97     |
| Electores registrados         | Electores registrados               | Electores registrados | Electores registrados           | 558.789   | 100       | 558.789   | 100       |
| Fuente:                       |                                     |                       |                                 |           |           |           |           |

### Cámara de Diputados
| ← 1995 · Cámara de Diputados · 1999 → | ← 1995 · Cámara de Diputados · 1999 → | ← 1995 · Cámara de Diputados · 1999 → | ← 1995 · Cámara de Diputados · 1999 → | ← 1995 · Cámara de Diputados · 1999 → |
| Partido/Alianza                       | Partido/Alianza                       | Votos                                 | %                                     | Bancas                                |
| ------------------------------------- | ------------------------------------- | ------------------------------------- | ------------------------------------- | ------------------------------------- |
|                                       | Frente Partido Nuevo                  | 198.579                               | 47,44                                 | 7/13                                  |
|                                       | Pacto Autonomista - Liberal           | 83.348                                | 19,91                                 | 2/13                                  |
|                                       | Partido Justicialista                 | 75.822                                | 18,11                                 | 2/13                                  |
|                                       | Frente de Todos                       | 59.372                                | 14,18                                 | 2/13                                  |
|                                       | Frente Pueblo Unido (PCA - CPL)       | 1.487                                 | 0,36                                  |                                       |
| Votos positivos                       | Votos positivos                       | 418.608                               | 97,70                                 |                                       |
| Votos en blanco                       | Votos en blanco                       | 8.021                                 | 1,87                                  |                                       |
| Votos nulos                           | Votos nulos                           | 1.855                                 | 0,43                                  |                                       |
| Participación                         | Participación                         | 428.484                               | 76,68                                 |                                       |
| Electores registrados                 | Electores registrados                 | 558.789                               | 100                                   |                                       |
| Fuente:                               |                                       |                                       |                                       |                                       |

### Cámara de Senadores
| ← 1995 · Cámara de Senadores · 1999 → | ← 1995 · Cámara de Senadores · 1999 → | ← 1995 · Cámara de Senadores · 1999 → | ← 1995 · Cámara de Senadores · 1999 → | ← 1995 · Cámara de Senadores · 1999 → |
| Partido/Alianza                       | Partido/Alianza                       | Votos                                 | %                                     | Bancas                                |
| ------------------------------------- | ------------------------------------- | ------------------------------------- | ------------------------------------- | ------------------------------------- |
|                                       | Frente Partido Nuevo                  | 199.953                               | 47,69                                 | 2/4                                   |
|                                       | Pacto Autonomista - Liberal           | 83.477                                | 19,91                                 | 1/4                                   |
|                                       | Partido Justicialista                 | 75.752                                | 18,07                                 | 1/4                                   |
|                                       | Frente de Todos                       | 58.618                                | 13,98                                 |                                       |
|                                       | Frente Pueblo Unido (PCA - CPL)       | 1.475                                 | 0,35                                  |                                       |
| Votos positivos                       | Votos positivos                       | 419.275                               | 97,75                                 |                                       |
| Votos en blanco                       | Votos en blanco                       | 7.792                                 | 1,82                                  |                                       |
| Votos nulos                           | Votos nulos                           | 1.859                                 | 0,43                                  |                                       |
| Participación                         | Participación                         | 428.926                               | 76,76                                 |                                       |
| Electores registrados                 | Electores registrados                 | 558.789                               | 100                                   |                                       |
| Fuente:                               |                                       |                                       |                                       |                                       |